# Янне Ніскала
Янне Юхані Ніскала (фін. Janne Juhani Niskala; 22 вересня 1981, Вестерос, Швеція) — фінський хокеїст, захисник. Виступає за «Лукко» (Раума) (Лійга).
Вихованець хокейної школи «Лукко» (Раума). Виступав за «Лукко» (Раума), «Манчестер Сторм», ХК «Цуг», «Фер'єстад» (Карлстад), «Мілвокі Адміралс» (АХЛ), «Тампа-Бей Лайтнінг», «Фрелунда» (Гетеборг), «Металург» (Магнітогорськ), «Атлант» (Митищі).
В чемпіонатах НХЛ — 6 матчів (1+2). В чемпіонатах Фінляндії — 334 матчі (65+85), у плей-оф — 27 матчів (7+5). В чемпіонатах Швеції — 138 матчів (40+56), у плей-оф — 27 матчів (9+10).
У складі національної збірної Фінляндії учасник зимових Олімпійських ігор 2010 (6 матчів, 0+2), учасник чемпіонатів світу 2008, 2009, 2010, 2011 і 2012 (39 матчів, 7+10). У складі молодіжної збірної Фінляндії учасник чемпіонату світу 2001.
Досягнення
- Бронзовий призер зимових Олімпійських ігор (2010)
- Чемпіон світу (2011), бронзовий призер (2008)
- Учасник матчу усіх зірок КХЛ (2011).